# 津屋一球
津屋 一球（つや かずま、1998年〈平成10年〉6月7日 - ）は、日本のプロバスケットボール選手。青森県青森市出身。ポジションはシューティングガード。B.LEAGUE・三遠ネオフェニックスに所属している。

## 来歴

### 中学
2011年4月、青森山田中学校に入学。

### 高校
2014年4月、洛南高等学校に進学。1年生時に全国高等学校総合体育大会バスケットボール競技大会(インターハイ)の出場メンバーに名を連ね、3位入賞を果たしている。また、ウィンターカップにも出場を果たしている。(2回戦敗退)
2015年、2年生に進級。インターハイの京都府予選では決勝リーグで東山高校に敗北を喫するも、全国大会に出場を果たす。前年同様、ウィンターカップにも出場している。
2016年、3年生に進級。インターハイ京都府予選では決勝戦で東山高校に敗北。チームとしては、45年ぶりにインターハイ出場を逃す結果となった。同年のウィンターカップには出場を果たしている。

### 大学
2017年4月、東海大学に入学。しばらくはベンチからの出場が続いていたが、秋からは安定した出場時間を獲得出来るようになった。
2018年、2年生に進学。チームの主力として活躍し、関東大学リーグ戦と全日本大学選手権で優勝を経験している。
2019年、3年生に進学。関東大学バスケットボール選手権大会では全試合スターターとして活躍した。しかしシーズン中に負った怪我の影響もあり、シーズン後半には長時間の出場が出来ず、不完全燃焼の年となった。
2020年、4年生に進学。チームのキャプテンとして臨んだシーズンだったが、COVID-19の世界的な流行により多くの大会が開催中止となった。それでも、秋に開催されたオータムカップ2020(関東大学リーグ戦の代替開催)と、12月に開催された全日本大学選手権で優勝を飾った。どちらの大会でも、全試合で18点以上の差をつける強さを発揮している。この年の大会中に発揮した津屋のリーダーシップについて、陸川章ヘッドコーチが「東海大の魂」と絶賛している。

### 三遠ネオフェニックス
2020年12月、特別指定選手として三遠ネオフェニックスと契約した。
2021年1月30日、琉球ゴールデンキングスを相手に20点を記録した。さらに翌日（2021/1/31）の試合からスターターとして起用されている。

### サンロッカーズ渋谷
2022年6月9日、三遠ネオフェニックスを退団し、サンロッカーズ渋谷に所属することが発表された。
2023年5月12日、サンロッカーズ渋谷との契約延長に合意し、2023-2024シーズンも同チームに所属する事が決まった。

### 三遠ネオフェニックス復帰
2024年6月10日、三遠ネオフェニックスへの加入が発表された。三遠には3シーズンぶりの復帰となる。

## 経歴
- 津軽中学校 - 洛南高校 - 東海大学 - 三遠ネオフェニックス - サンロッカーズ渋谷 - 三遠ネオフェニックス

## 日本代表

### バスケットボール
2016年、第24回FIBA ASIA U-18男子バスケットボール選手権大会において代表選手として選出されている。
2017年、エジプトで開催されたU-19男子バスケットボールワールドカップに代表選手として参加している。9位から16位を決める順位決定戦において、韓国代表とエジプト代表に勝利したが、プエルトリコ代表チームに敗北し、最終順位として10位となっている。

### デフバスケットボール
2018年、聴覚に障害を持つ選手達で競うデフバスケットボールにおいて、U-21男子日本代表選手として選出され世界選手権に出場した。
この大会では決勝戦まで進出し、銀メダルを獲得している。また、個人としても大会得点王とMVPを同時受賞する栄誉に輝いている。